# Allada (arrondissement)
Allada är ett arrondissement i kommunen Allada i Benin. Den hade 14 915 invånare år 2002.